# Begräbnis des Grafen von Orgaz

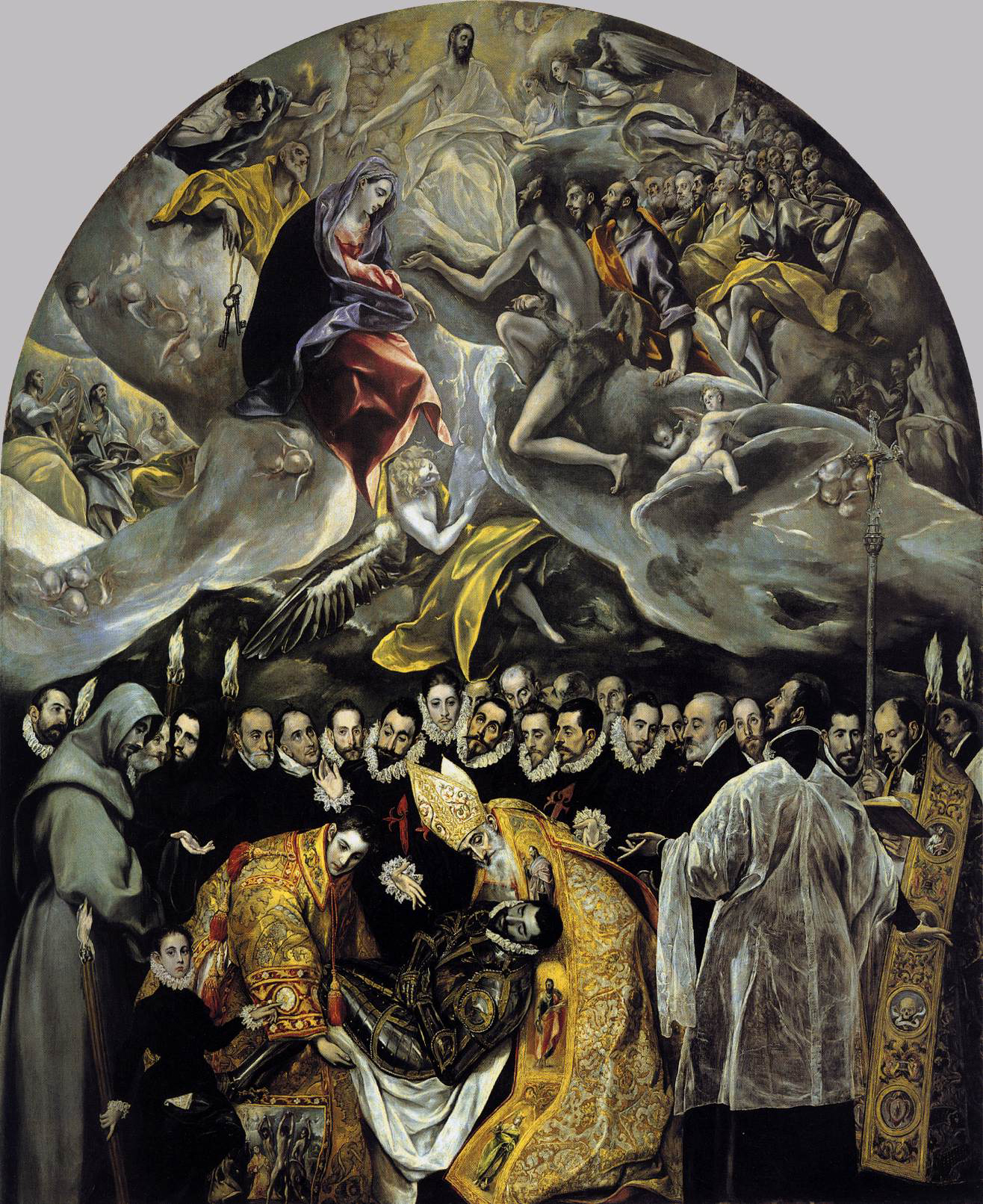
El Greco – Begräbnis des Grafen von Orgaz

Das Begräbnis des Grafen von Orgaz (spanisch: El entierro del conde de Orgaz) ist ein 4,80 m hohes und 3,60 m breites Gemälde von Domínikos Theotokópoulos (Δομήνικος Θεοτοκόπουλος), genannt El Greco („der Grieche“), aus den Jahren 1586–1588. Es befindet sich heute in einer Seitenkapelle der Pfarrkirche Santo Tomé in der ehemaligen spanischen Hauptstadt Toledo; es wird täglich von weit über tausend Besuchern gesehen.

## Geschichte
Gonzalo Ruiz de Toledo war Grundherr (señor) von Orgaz, einer kleinen Stadt ca. 35 km südöstlich von Toledo, und Wohltäter der Pfarrei von Santo Tomé in Toledo, seiner Heimatstadt, zu deren Gunsten er in seinem Testament eine jährliche Lieferung von „zwei Hammeln, acht Paar Hühnern, zwei Schläuchen Wein, zwei Ladungen Brennholz und 800 Maravedis“ stiftete. Im Volk von Toledo bildete sich allmählich die Legende eines Wohltäters heraus, bei dessen Begräbnis (1312 oder 1321) die hll. Stephanus und Augustinus zugegen gewesen seien.

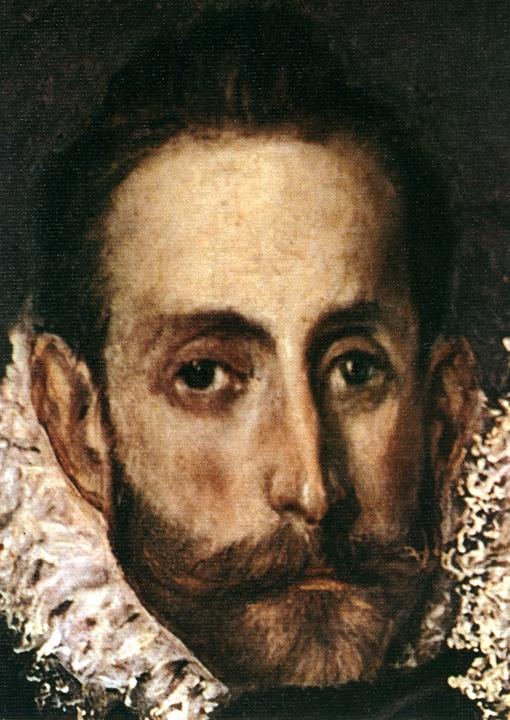
Bilddetail – Selbstporträt El Grecos

Im Jahr 1564 musste die testamentarische Verfügung jedoch beim königlichen Gerichtshof in Valladolid eingeklagt werden, da die Erben des Grafen und die Bevölkerung von Orgaz sich bereits seit langem geweigert hatten, die vorgesehenen Leistungen zu erbringen. Nach positiver Einmischung der spanischen Krone und einem gewonnenen Prozess kam so im Jahre 1569 eine beträchtliche Geldsumme zugunsten der Pfarrgemeinde von Santo Tomé zusammen.
In einem Vertrag vom 15. März 1586 wurde zwischen dem verantwortlichen Gemeindepfarrer Andrés Núñez, dem Bürgermeister und El Greco, der Mitglied der Pfarrgemeinde von Santo Tomé war, die Anfertigung eines Gemäldes vereinbart, in dem „eine Versammlung von Trauernden, die hll. Stephanus und Augustinus (einer zu Füßen, der andere zu Kopf des Verstorbenen), Kleriker, Gläubige und ein offener Himmel“ zu sehen sein sollte.
Nach der Fertigstellung des Bildes kam es jedoch zu Geldstreitigkeiten zwischen dem Maler, der 1200 Dukaten für sein Werk forderte, und der Pfarrgemeinde von Santo Tomé, die diese – in ihren Augen zu hohe – Summe nicht zahlen wollte, denn der Preis für das bislang teuerste Werk El Grecos lag bei nur 800 Dukaten. Daraufhin wurden zwei Gutachter beauftragt, die den Wert des Bildes auf 1600 Dukaten schätzten. Letztlich wurde sogar der Heilige Stuhl als Schlichter angerufen, doch beließ es Papst Sixtus V. bei den ursprünglich vom Maler geforderten 1200 Dukaten (ohne Rahmen und Schnitzereien). So wurde das Bild im Jahr 1588 an die Pfarrkirche übergeben.

## Bildaufbau
Das Bild ist in zwei Ebenen aufgebaut, die die irdische und die himmlische Welt verkörpern. Die beiden Ebenen sind getrennt und stehen nur durch wenige Details (Vortragekreuz), vor allem aber durch die Blicke einiger der dargestellten Personen miteinander in Verbindung. Die wichtigsten Figuren in den beiden Ebenen des Bildes sind identifizierbar; früher waren es wahrscheinlich noch mehr – so sind z. B. zwei – heute unbekannte – Personen durch rote Dolchkreuze auf ihren Mänteln als Mitglieder des Santiagoordens ausgewiesen. Alle sind in vielfältiger Weise untereinander und mit dem Betrachter verbunden:

### Untere Bildebene

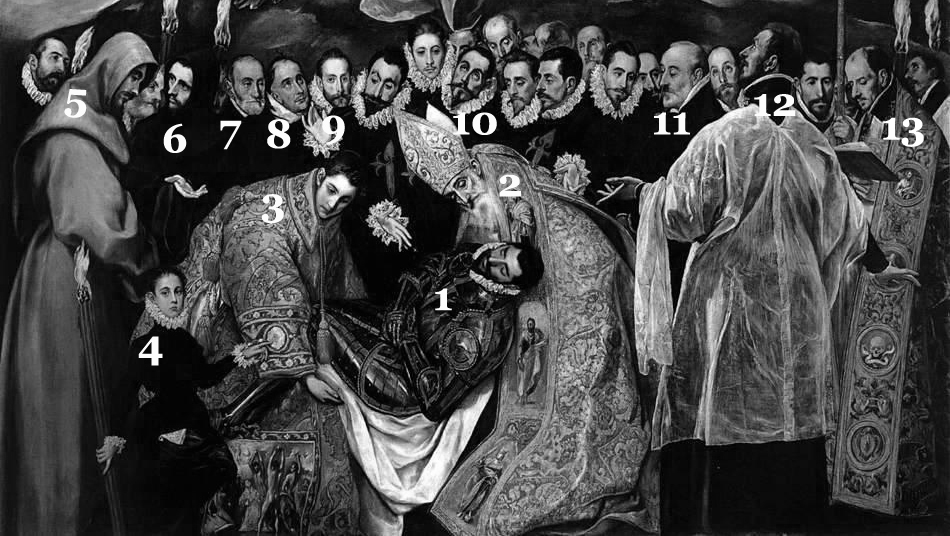
Begräbnis des Grafen Orgaz – untere Bildebene

1. Graf von Orgaz 2. hl. Augustinus 3. hl. Stephanus 4. Jorge Manuel Theotokopoulos (Sohn El Grecos) 5. Franziskaner 6. Augustiner 7. Diego de Covarrubias y Leyva, Humanist 8. Trinitarier 9. El Greco (Selbstporträt) 10. Juan da Silva, Notar 11. Antonio Covarrubias y Leyva, Gelehrter 12. Kaplan 13. Andrés Núñez, Gemeindepfarrer und Auftraggeber

### Obere Bildebene

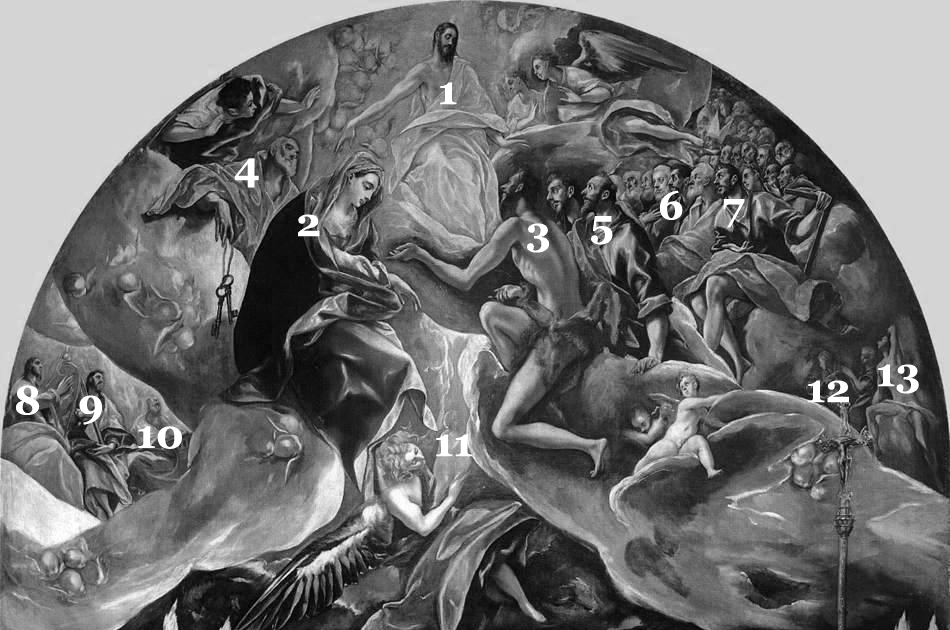
Begräbnis des Grafen Orgaz – obere Bildebene

1. Christus 2. Maria 3. hl. Johannes der Täufer 4. Petrus 5. hl. Paulus 6. Philipp II. 7. hl. Apostel Thomas 8. König David mit der Harfe 9. Moses 10. Noah mit dem Attribut der Arche 11. Engel 12. hl. Maria Magdalena 13. Lazarus

## Details

### Untere Bildebene

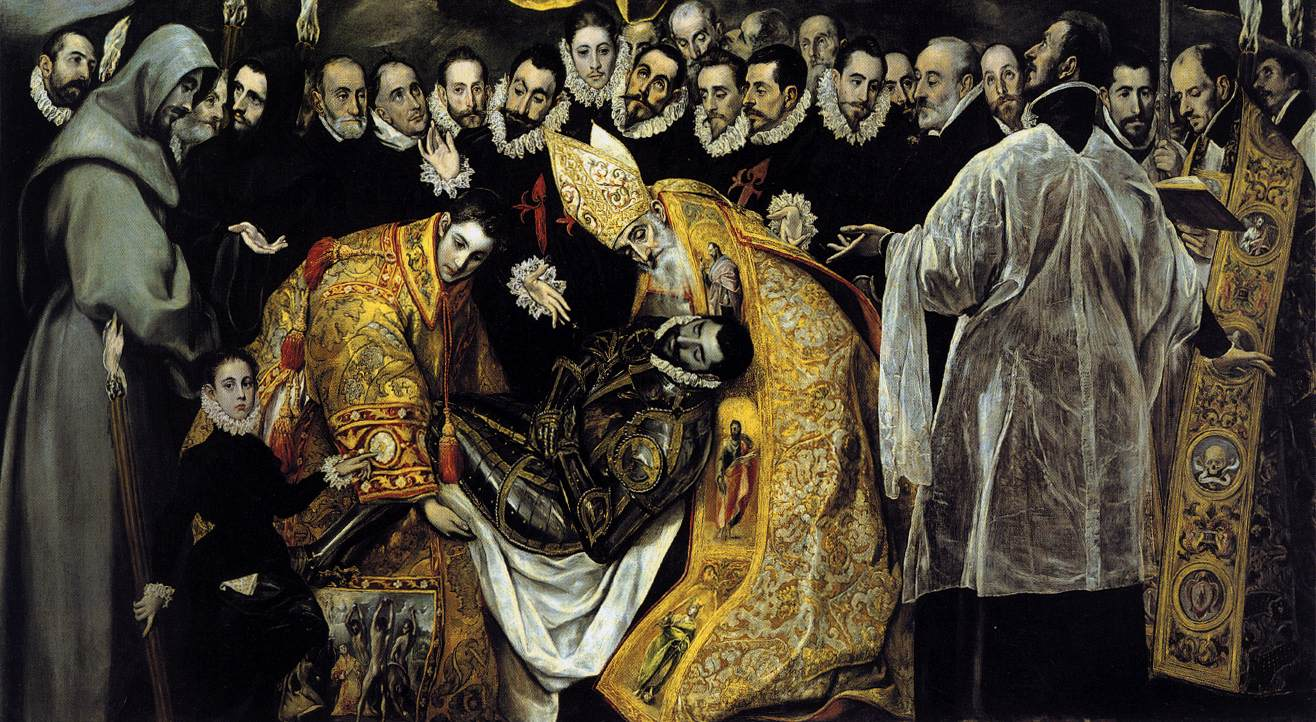
Untere Bildebene

- 1. Der Graf von Orgaz trägt eine Rüstung und wird in der Blüte seiner Jahre gezeigt. Sein Haupt fällt nach links zur Seite.
- 2. Der Kirchenvater Augustinus trägt einen prächtigen Chormantel und eine Mitra mit Brokatstickereien. Die Figuren in der Bordüre des Mantels werden als die hll. Paulus, Johannes und Katharina interpretiert.
- 3. Der jugendliche hl. Stephanus trägt eine reich verzierte Dalmatik, deren untere Bordürenstickerei auf die Art seines Martyriums verweist.
- 4. Der aus dem Bild herausschauende Sohn El Grecos weist mit dem Zeigefinger seiner linken Hand auf die Begräbnisszene. Aus einer Schärpe seines schwarzen Gewandes ragt ein weißer Zettel, auf dem sich die in griechischen Buchstaben gemalte Signatur Domínikos Theotokópoulos und die Jahreszahl 1578 befinden. Die Jahreszahl bezieht sich auf das Geburtsjahr seines Sohnes, der folglich zum Zeitpunkt der Fertigstellung des Bildes zehn Jahre alt war. In seiner rechten Hand hält der Junge ein Bündel Fackeln.
- 5., 6. und 8. Ordensmänner verschiedener Orden waren regelmäßig bei Begräbnissen hochgestellter Persönlichkeiten anwesend.
- 7. und 11. Die Humanisten Diego de Covarrubias y Leyva und Antonio Covarrubias y Leyva wurden von El Greco mehrfach porträtiert.
- 9. Wie sein Sohn, so schaut auch El Greco selbst aus dem Bild heraus, ein bei Malern der Zeit häufig anzutreffendes Motiv.
- 12. und 13. Die bestickte Borte des Rauchmantels des Priesters zeigt, soweit erkennbar, Symbole der Vergänglichkeit und der Auferstehung des Fleisches. Die Ausführung der Gewänder der Kleriker gelten als Beispiele für die außergewöhnliche Malkunst El Grecos.

### Zwischenebene
Die untere und die obere Ebene sind durch teilweise abstrakte weiße stoffartige Wolken, die mit den – teils schemenhaften – Köpfen von Putten durchsetzt sind, voneinander getrennt – der einzige schmale Durchlass hat beinahe den Charakter eines Geburtskanals.

### Obere Bildebene
- 1. Der über allem schwebende Christus streckt seine rechte Hand gebieterisch in Richtung Petri aus – vielleicht mit der Anweisung, die Pforten des Himmels zu öffnen.
- 2. Der blaue Mantel und das rote Untergewand der Gottesmutter Maria beeindrucken durch ihre seidigen Farbschattierungen.
- 3. Als Kontrast sitzt ihr der halbnackt dargestellte Johannes der Täufer mit seinem Fellschurz gegenüber.
- 4. Petrus erscheint als rechte Hand Gottes isoliert von den übrigen Heiligen.
- 5. und 7. Die Apostel Paulus und Thomas sind näher bei Gott als die alttestamentlichen Propheten. Thomas hält in seiner linken Hand ein Winkelmaß – er ist der Schutzheilige der Bau- und Zimmerleute und gleichzeitig der Schutzpatron der Kirche Santo Tomé.
- 6. Zwischen den beiden letztgenannten Figuren befindet sich der spanische König Philipp II. (1527–1598), der zur Zeit der Fertigstellung des Bildes noch lebte.
- 11. Ein Engel weist der Seele des Verstorbenen den Weg in den Himmel.
- 12. und 13. Ganz im Abseits befinden sich die beiden Gestalten der hl. Maria Magdalena und des Lazarus. Unterhalb der beiden ragt ein Vortragekreuz in der Hand eines Diakons von der irdischen in die himmlische Welt hinein.

## Bedeutung
Für die Bevölkerung Toledos war das Bild in den Jahren nach seiner Fertigstellung von großer Bedeutung, da hier viele Zeitgenossen zu sehen waren, und so gab es einen regelrechten Besucheransturm, der sich jedoch nach einiger Zeit legte. Danach führte das Gemälde jahrhundertelang ein Schattendasein in einer Kapelle der Pfarrkirche Santo Tomé.
Der untere Teil des Gemäldes gilt – etwa 50 Jahre vor Rembrandt – als eines der ersten Gruppenporträts der europäischen Malerei. Das Bild war wegweisend für das weitere künstlerische Schaffen El Grecos, der von nun an auf Naturelemente wie Landschaft, Horizont, Wetter, Sonne etc. weitgehend verzichtete, die in der venezianisch geprägten Malerei seiner Jugendjahre eine wichtige Rolle gespielt hatten. Diese Abkehr von der räumlichen Klarheit und perspektivischen Genauigkeit der Renaissancemalerei sollte aus ihm in den folgenden Jahrhunderten einen nur wenig geschätzten Maler machen, der erst mit der impressionistischen, kubistischen, expressionistischen und abstrakten Malerei im ausgehenden 19. und beginnenden 20. Jahrhundert erneute Anerkennung und einen Platz unter den größten Malern aller Zeiten fand.